# Усурбіль
Усурбіль (баск. Usurbil (офіційна назва), ісп. Usúrbil) — муніципалітет в Іспанії, у складі автономної спільноти Країна Басків, у провінції Гіпускоа. Населення — 5919 осіб (2009).
Муніципалітет розташований на відстані близько 350 км на північний схід від Мадрида, 8 км на південний захід від Сан-Себастьяна.
На території муніципалітету розташовані такі населені пункти: (дані про населення за 2009 рік)
- Агінага: 464 особи
- Калесар: 879 осіб
- Чикіерді: 239 осіб
- Урдаяга: 676 осіб
- Усурбіль: 3441 особа
- Субієта: 220 осіб

## Клімат
Місто знаходиться у зоні, котра характеризується морським кліматом. Найтепліший місяць — серпень із середньою температурою 20 °C (68 °F). Найхолодніший місяць — січень, із середньою температурою 7.8 °С (46 °F).
| Клімат Усурбіля         | Клімат Усурбіля | Клімат Усурбіля | Клімат Усурбіля | Клімат Усурбіля | Клімат Усурбіля | Клімат Усурбіля | Клімат Усурбіля | Клімат Усурбіля | Клімат Усурбіля | Клімат Усурбіля | Клімат Усурбіля | Клімат Усурбіля | Клімат Усурбіля |
| Показник                | Січ.            | Лют.            | Бер.            | Квіт.           | Трав.           | Черв.           | Лип.            | Серп.           | Вер.            | Жовт.           | Лист.           | Груд.           | Рік             |
| Середня температура, °C | 8               | 9               | 10              | 12              | 14              | 17              | 19              | 20              | 18              | 15              | 11              | 8               | 13              |
| Норма опадів, мм        | 115             | 94              | 98              | 138             | 111             | 108             | 83              | 100             | 123             | 151             | 170             | 134             | 1425            |
| ----------------------- | --------------- | --------------- | --------------- | --------------- | --------------- | --------------- | --------------- | --------------- | --------------- | --------------- | --------------- | --------------- | --------------- |
| Джерело: Weatherbase    |                 |                 |                 |                 |                 |                 |                 |                 |                 |                 |                 |                 |                 |

## Демографія
Динаміка населення (INE ):

## Галерея зображень

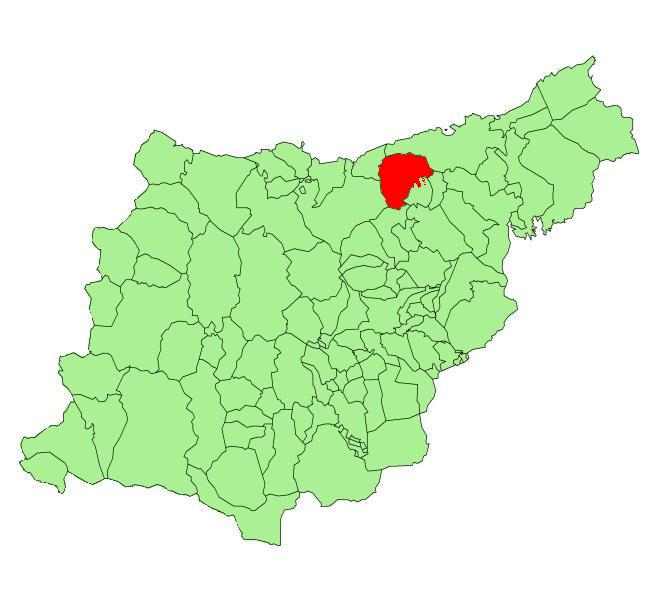
Розташування муніципалітету